# Férfi 200 méteres hátúszás a 2011. évi nyári európai ifjúsági olimpiai fesztiválon
A Trabzonban rendezett 2011. évi nyári európai ifjúsági olimpiai fesztiválon az úszó versenyszámok közül a férfi 200 méteres hátúszást július 25-én rendezték.

## Előfutamok
| H   | F | Név                    | Nemzet             | E       | Mj |
| --- | - | ---------------------- | ------------------ | ------- | -- |
| 1.  | 4 | Nathan Theodoris       | Egyesült Királyság | 2:02.96 | QA |
| 2.  | 3 | Morten Hansen          | Dánia              | 2:05.38 | QA |
| 3.  | 4 | Luca Mencarini         | Olaszország        | 2:06.52 | QA |
| 4.  | 3 | Danas Rapsys           | Litvánia           | 2:06.62 | QA |
| 5.  | 3 | Grátz Benjamin         | Magyarország       | 2:06.73 | QA |
| 6.  | 2 | Bogdan Alexandru Fodor | Románia            | 2:07.98 | QA |
| 7.  | 2 | Metin Aydin            | Németország        | 2:08.20 | QA |
| 8.  | 4 | Maciej Falacinski      | Lengyelország      | 2:09.81 | QA |
| 9.  | 4 | Luke Fitzgibbon        | Írország           | 2:10.15 | QB |
| 10. | 3 | Diogo Sousa            | Portugália         | 2:10.34 | QB |
| 11. | 3 | Vladimir Naleichin     | Moldova            | 2:10.42 | QB |
| 12. | 2 | Sebastian Konnaris     | Ciprus             | 2:10.77 | QB |
| 13. | 4 | Sergio Zarro           | Svájc              | 2:10.85 | QB |
| 14. | 2 | Nils Van Audekerke     | Belgium            | 2:11.14 | QB |
| 15. | 2 | Maksim Khlebin         | Fehéroroszország   | 2:11.44 | QB |
| 16. | 4 | Laurent Bams           | Hollandia          | 2:11.69 | ?  |
| 16. | 2 | Mehmet Samil Cap       | Törökország        | 2:11.69 | ?  |
| 18. | 1 | Vuk Celic              | Szerbia            | 2:11.85 |    |
| 19. | 4 | Stefan Wurzer          | Ausztria           | 2:12.17 |    |
| 20. | 4 | Janis Saltans          | Lettország         | 2:12.84 |    |
| 21. | 2 | Pedro Terres           | Spanyolország      | 2:13.03 |    |
| 22. | 3 | Nikolaos Ntasis        | Görögország        | 2:13.39 |    |
| 23. | 3 | Patrik Lofgren         | Svédország         | 2:14.11 |    |
| 24. | 3 | Kristinn Thorarinsson  | Izland             | 2:14.38 |    |
| 25. | 1 | Peter John Stevens     | Szlovénia          | 2:15.73 |    |
| 26. | 2 | Amit Atzmon            | Izrael             | 2:16.37 |    |
| 27. | 1 | Davit Hunanyan         | Örményország       | 2:17.03 |    |
| 28. | 1 | Niko Pankka            | Finnország         | 2:17.99 |    |
| 29. | 1 | Pablo Feo Mato         | Andorra            | 2:20.42 |    |

## Szétúszás
| H  | P | Név              | Nemzet      | E       | Mj |
| -- | - | ---------------- | ----------- | ------- | -- |
| 1. | 4 | Laurent Bams     | Hollandia   | 2:09.87 | QB |
| 2. | 5 | Mehmet Samil Cap | Törökország | 2:12.42 | T1 |

## Döntő
| A döntő | A döntő                | A döntő            | A döntő | A döntő |
| H       | Név                    | Nemzet             | E       | Mj      |
| ------- | ---------------------- | ------------------ | ------- | ------- |
| Arany   | Nathan Theodoris       | Egyesült Királyság | 2:02.54 |         |
| Ezüst   | Danas Rapsys           | Litvánia           | 2:04.01 |         |
| Bronz   | Morten Hansen          | Dánia              | 2:04.86 |         |
| 4       | Grátz Benjamin         | Magyarország       | 2:05.04 |         |
| 5       | Luca Mencarini         | Olaszország        | 2:06.09 |         |
| 6       | Bogdan Alexandru Fodor | Románia            | 2:06.59 |         |
| 7       | Maciej Falacinski      | Lengyelország      | 2:08.21 |         |
| 8       | Metin Aydin            | Németország        | 2:08.71 |         |
| B döntő |                        |                    |         |         |
| H       | Név                    | Nemzet             | E       | Mj      |
| 1       | Vladimir Naleichin     | Moldova            | 2:07.32 |         |
| 2       | Luke Fitzgibbon        | Írország           | 2:08.69 |         |
| 3       | Diogo Sousa            | Portugália         | 2:09.07 |         |
| 4       | Maksim Khlebin         | Fehéroroszország   | 2:09.81 |         |
| 5       | Sergio Zarro           | Svájc              | 2:10.13 |         |
| 6       | Nils Van Audekerke     | Belgium            | 2:10.13 |         |
| 7       | Sebastian Konnaris     | Ciprus             | 2:10.50 |         |
| 8       | Laurent Bams           | Hollandia          | 2:10.51 |         |